# Conferência Regional das Américas
A Conferência Regional das Américas sobre Avanços e Desafios no Plano de Ação contra o Racismo, a Discriminação Racial, a Xenofobia e as Intolerâncias Correlatas foi uma conferência realizada em Brasília, no Brasil, entre 26 e 28 de julho de 2006, reunindo representantes de governos, de organizações internacionais e de organizações não governamentais da América para tratar do combate a todas as formas de discriminação.

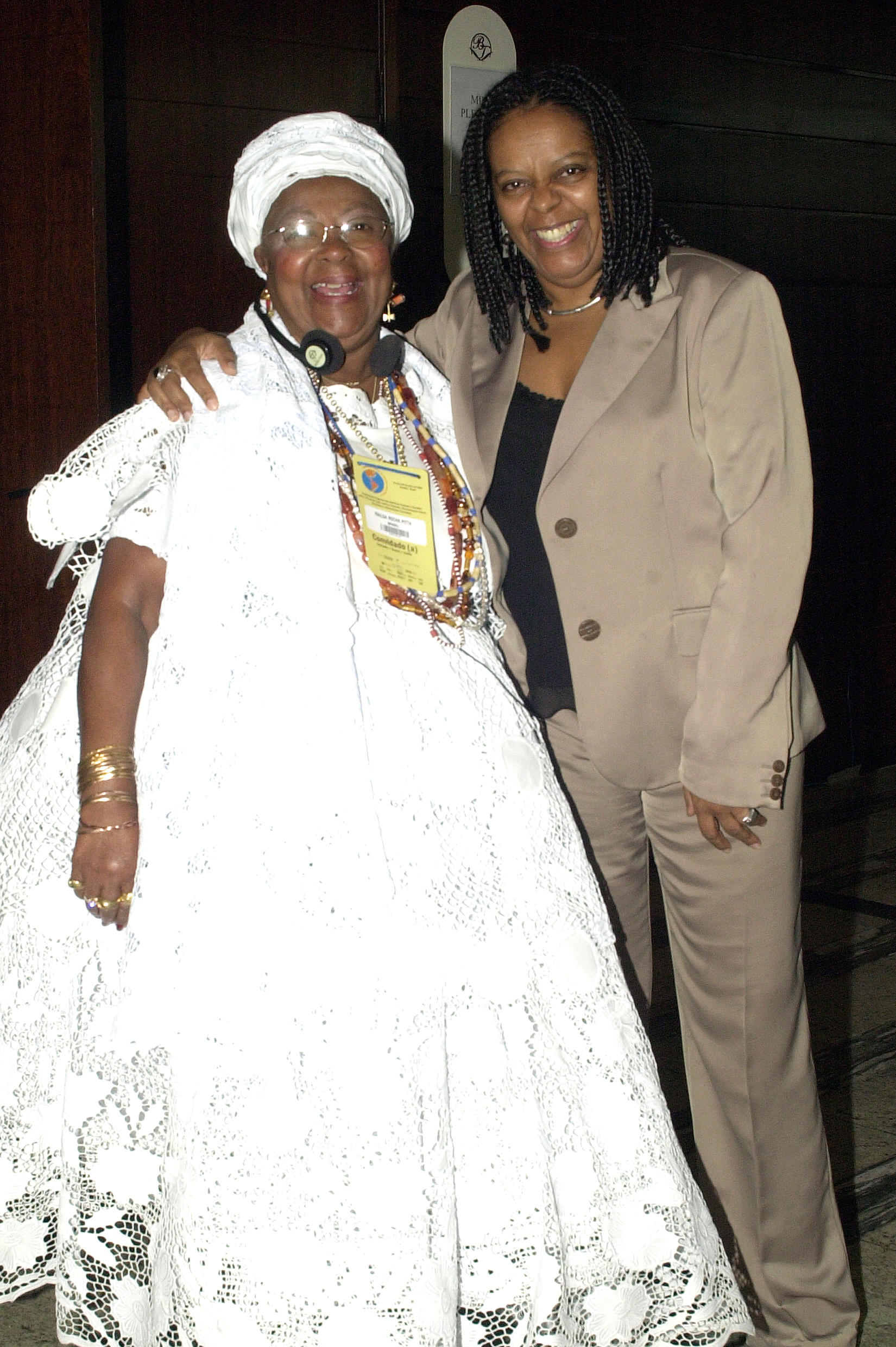
Duas participantes da conferência: à direita, a ministra Matilde Ribeiro, da Secretaria Especial para Políticas de Promoção da Igualdade, com a mãe de santo Raida à esquerda

## Descrição
A conferência, aberta com apoio da Secretaria Especial de Políticas de Promoção da Igualdade Racial e da Organização das Nações Unidas, reuniu cerca de 400 representantes de 35 países para avaliar os compromissos firmados no encontro de Durban (África do Sul), em 2001. Os representantes avaliaram, no período de 26 a 28 de julho de 2006, os avanços e desafios do Plano de Ação de Durban contra Racismo, Discriminação Racial, Xenofobia e Intolerâncias Correlatas.
"Os povos indígenas também são discriminados em todos os níveis, só que de maneira sutil", afirmou o presidente do Comitê Intertribal, Marcos Terena, que participou da conferência ao lado de cerca de 25 índios.
Um dos pontos levados pelos índios ao encontro, segundo Terena, foi a proposta de que o governo brasileiro estabeleça metas programáticas onde o indígenas sejam tratados como povos soberanos. "Temos a plataforma de uma Secretaria Especial de Direitos Indígenas e um índio na presidência da Fundação Nacional do Índio. Esse trabalho o governo já sinalizou que é possível, mas temos que construir isso de acordo com as possibilidades. Chegou o momento de o índio não só requerer direitos, mas responsabilidades, coparticipação", disse.
Marcos Terena contou que os problemas enfrentados pelos índios nas Américas "são parecidos", embora em algumas regiões apareçam questões específicas. E citou a Bolívia, onde o presidente é um indígena, mas a pobreza levou à exclusão social dessa população. Já nos Estados Unidos, acrescentou, esses povos têm mais riquezas mas a demarcação de suas terras não é assegurada pelo governo.

## Ligação externa
- Conferência Regional das Américas – CRA Arq pdf